# Liste der Kulturgüter in Rudolfstetten-Friedlisberg
Die Liste der Kulturgüter in Rudolfstetten-Friedlisberg enthält alle Objekte in der Gemeinde Rudolfstetten-Friedlisberg im Kanton Aargau, die gemäss der Haager Konvention zum Schutz von Kulturgut bei bewaffneten Konflikten, dem Bundesgesetz vom 20. Juni 2014 über den Schutz der Kulturgüter bei bewaffneten Konflikten sowie der Verordnung vom 29. Oktober 2014 über den Schutz der Kulturgüter bei bewaffneten Konflikten unter Schutz stehen.
Es sind weder A-Objekte noch B-Objekte auf dem Gemeindegebiet ausgewiesen, Objekte der Kategorie C fehlen zurzeit (Stand: 1. Januar 2023). Unter übrige Baudenkmäler sind geschützte Objekte zu finden, die in der Bau- und Nutzungsordnung der Gemeinde verzeichnet sind.

## Übrige Baudenkmäler
| ID  | Foto |                                                         | Objekt                              | Typ | Standort                               | Beschreibung |
| --- | ---- | ------------------------------------------------------- | ----------------------------------- | --- | -------------------------------------- | ------------ |
| 901 | ja   | Datei hochladen · Wikidata zu Gemeindehaus (Q105871061) | Gemeindehaus                        | G   | Friedlisbergstrasse 11 671251 / 246788 |              |
| 903 | BW   | Datei hochladen                                         | Wohnhaus (Stöckli bei Gemeindehaus) | G   | Kapfstrasse 671270 / 246781            |              |
| 904 |      | Datei hochladen                                         | Alte Mühle                          | G   | Koordinaten fehlen! Hilf mit.          |              |
| 905 |      | Datei hochladen                                         | Ehemalige Mühlescheune              | G   | Koordinaten fehlen! Hilf mit.          |              |
| 906 | BW   | Datei hochladen                                         | Pfarrkirche                         | G   | Alte Bremgartenstrasse 671038 / 246804 |              |
| 908 | BW   | Datei hochladen                                         | Kapelle                             | G   | Friedlisberg 671745 / 246274           |              |
| 909 |      | Datei hochladen                                         | Wohnhaus Sonnenhof                  | G   | Koordinaten fehlen! Hilf mit.          |              |

Hinweis zur Legende: Anstelle der KGS-Nummer wird als Objekt-Identifikator (ID) die Inventarnummer in der Bau- und Nutzungsordnung verwendet.